# Liste der Biografien/Sem
Liste der Biografien |
Portal Biografien |
Personensuche
# |
A |
B |
C |
D |
E |
F |
G |
H |
I |
J |
K |
L |
M |
N |
O |
P |
Q |
R |
S |
T |
U |
V |
W |
X |
Y |
Z |
?
 
Sa |
Sb |
Sc |
Sd |
Se |
Sf |
Sg |
Sh |
Si |
Sj |
Sk |
Sl |
Sm |
Sn |
So |
Sp |
Sq |
Sr |
Ss |
St |
Su |
Sv |
Sw |
Sy |
Sz
 
Sea |
Seb |
Sec |
Sed |
See |
Sef |
Seg |
Seh |
Sei |
Sej |
Sek |
Sel |
Sem |
Sen |
Seo |
Sep |
Seq |
Ser |
Ses |
Set |
Seu |
Sev |
Sew |
Sex |
Sey |
Sez
Die Liste der Biografien führt alle Personen auf, die in der deutschsprachigen Wikipedia einen Artikel haben. Dieses ist eine Teilliste mit 437 Einträgen von Personen, deren Namen mit den Buchstaben „Sem“ beginnt.

## Sem
- Sem, Reserl (* 1953), deutsche Politikerin (CSU), MdL
- Sem-Jacobsen, Åslaug (* 1971), norwegische Politikerin
- Sem-Sandberg, Steve (* 1958), schwedischer Schriftsteller, Kritiker und Übersetzer

### Sema
- Sema, Erika (* 1988), japanische Tennisspielerin
- Sema, Hokishe (1921–2007), indischer Politiker, Rajya Sabha-Mitglied, Chief Minister von Nagaland und Gouverneur
- Sema, Ken (* 1993), schwedischer Fußballspieler
- Sema, Yurika (* 1986), japanische Tennisspielerin
- Semaan, Camil Afram Antoine (* 1980), libanesischer Geistlicher, syrisch-katholischer Patriarchalexarch von Jerusalem
- Semaan, Nizar (* 1965), irakischer syrisch-katholischer Geistlicher, Bischof von Adiabene
- Semadar, Aviva (1935–2025), israelische Folklore- und Chanson-Sängerin
- Semadeni, Jon (1910–1981), schweizerischer Schriftsteller rätoromanischer Sprache
- Semadeni, Leta (* 1944), Schweizer Poetin und Erzählerin
- Semadeni, Silva (* 1952), Schweizer Politikerin (SP)
- Semahun, Lisane-Christos Matheos (* 1959), äthiopischer Geistlicher, äthiopisch-katholischer Bischof
- Semak, Alexander Wladimirowitsch (* 1966), russischer Eishockeyspieler
- Semak, Sergei Bogdanowitsch (* 1976), russischer Fußballspieler und -trainerSergei Bogdanowitsch Semak (* 1976)

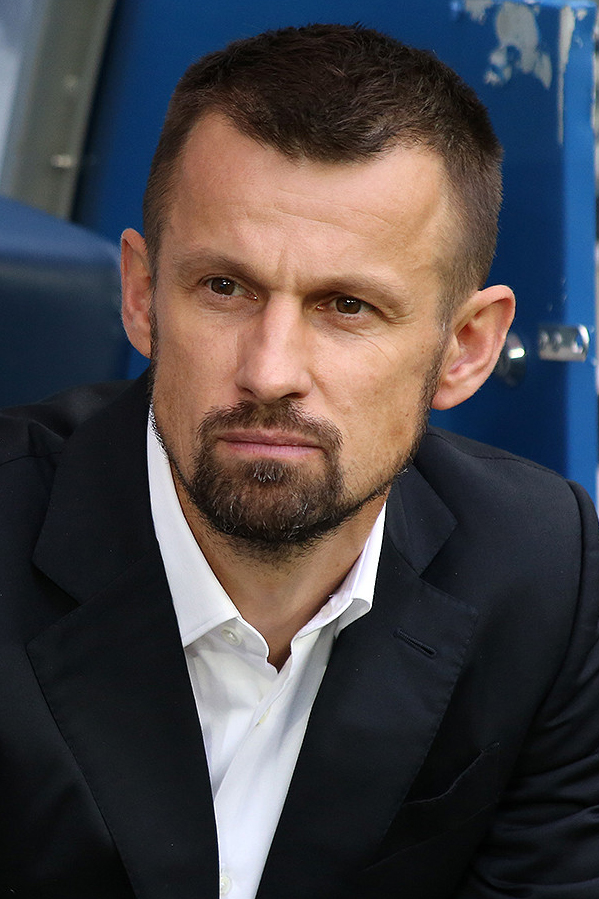
Sergei Bogdanowitsch Semak (* 1976)

- Semakow, Wladimir Sergejewitsch (* 1985), ukrainisch-russischer Biathlet
- Semamun, nubischer König von Makuria
- Seman, Daniel (* 1979), tschechischer Eishockeyspieler
- Seman, Stanislav (* 1952), slowakischer Fußballspieler und -trainer
- Semanick, Michael (* 1963), US-amerikanischer Tonmeister
- Semanick, Suzanne (* 1967), US-amerikanische Eiskunstläuferin
- Sémant, Paul de (1855–1915), französischer Autor und Illustrator
- Semantik, Schweizer Rapper
- Semar, Sepp (1901–1971), deutscher Maler und Grafiker
- Semaška, Darius Jonas (* 1967), litauischer Diplomat
- Semat, Gemahlin von König Den

### Semb
- Semb, Klara (1884–1970), norwegische Folkloristin, Sammlerin von Volkstänzen und Tanzpädagogin
- Semb, Nils Johan (* 1959), norwegischer Fußballtrainer
- Semba, Taishi (* 1999), japanischer Fußballspieler
- Sembach, Carl (1908–1984), deutscher Zirkusdirektor
- Sembach, Emil (1891–1934), deutscher SS-Oberführer und Politiker (NSDAP), MdR
- Sembach, Johannes (1671–1720), deutscher Kaufmann, Politiker und der erste Bürgermeister der Stadt Karlsruhe
- Sembach, Klaus-Jürgen (1933–2020), deutscher Ausstellungsarchitekt
- Sembach, Oskar (1856–1943), deutscher Porzellantechniker, Entwickler und Unternehmer
- Sembach-Krone, Christel (1936–2017), deutsche Zirkusdirektorin
- Sembach-Krone, Frieda (1915–1995), deutsche Zirkusdirektorin
- Sembajew, Däulet (1935–2021), sowjetisch-kasachischer Ökonom
- Sembarski, Wesselin (* 1991), bulgarischer Biathlet
- Sembat I. der Märtyrer († 914), armenischer König
- Sembat, Marcel (1862–1922), sozialistischer Politiker und Minister in der Dritten Französischen Republik
- Sembdner, Charlotte (1907–1993), deutsche NDPD-Funktionärin und DFD-Funktionärin, MdV
- Sembdner, Günther (1931–2009), deutscher Biologe
- Sembdner, Helmut (1914–1997), deutscher Literaturwissenschaftler und Kleist-Forscher
- Sembdner, Jens (* 1967), deutscher PopsängerJens Sembdner (* 1967)

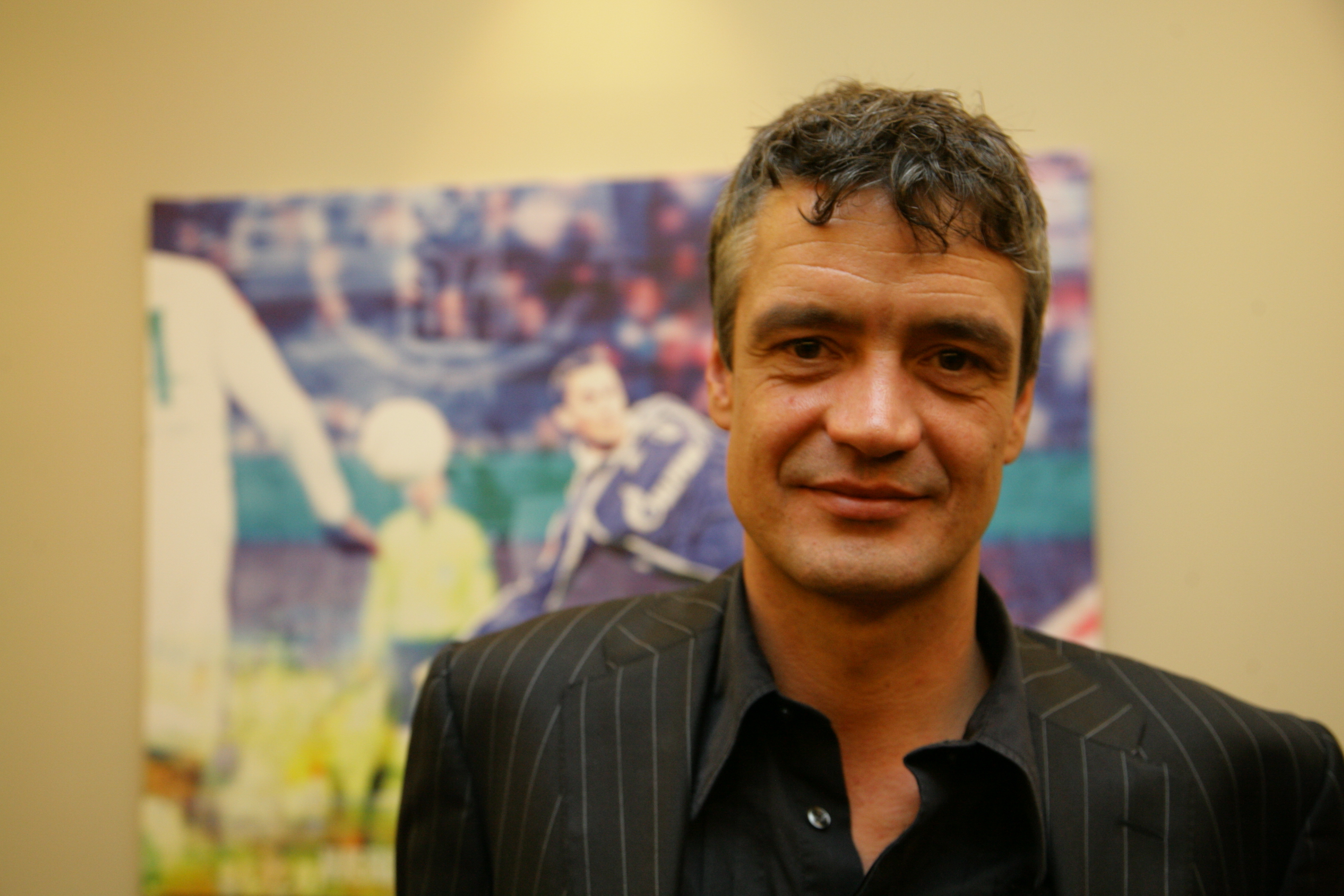
Jens Sembdner (* 1967)

- Sembello, Michael (* 1954), US-amerikanischer Gitarrist, Sänger und Komponist
- Sembène, Ousmane (1923–2007), afrikanischer Humanist, Schriftsteller und Filmregisseur
- Sember, Cindy (* 1994), britische Hürdenläuferin
- Šembera, Alois Vojtěch (1807–1882), tschechischer Historiker und Übersetzer
- Šembera, Lukáš (* 1992), tschechischer Motorradrennfahrer
- Šemberas, Deividas (* 1978), litauischer Fußballspieler und -funktionär
- Semberg, Avishag (* 2001), israelische Taekwondoin
- Sembiki, Yoshinori (* 1964), japanischer Fußballspieler
- Sembolo, Francky (* 1985), kongolesischer Fußballspieler
- Sembrant, Linda (* 1987), schwedische Fußballspielerin
- Sembratowytsch, Josyf (1821–1900), griechisch-katholischer Erzbischof von Lemberg
- Sembratowytsch, Sylwester (1836–1898), griechisch-katholischer Erzbischof und Kardinal
- Sembrich, Marcella (1858–1935), polnische Opernsängerin (Sopran)
- Sembritzki, Jared (* 1969), deutscher MilitärJared Sembritzki (* 1969)

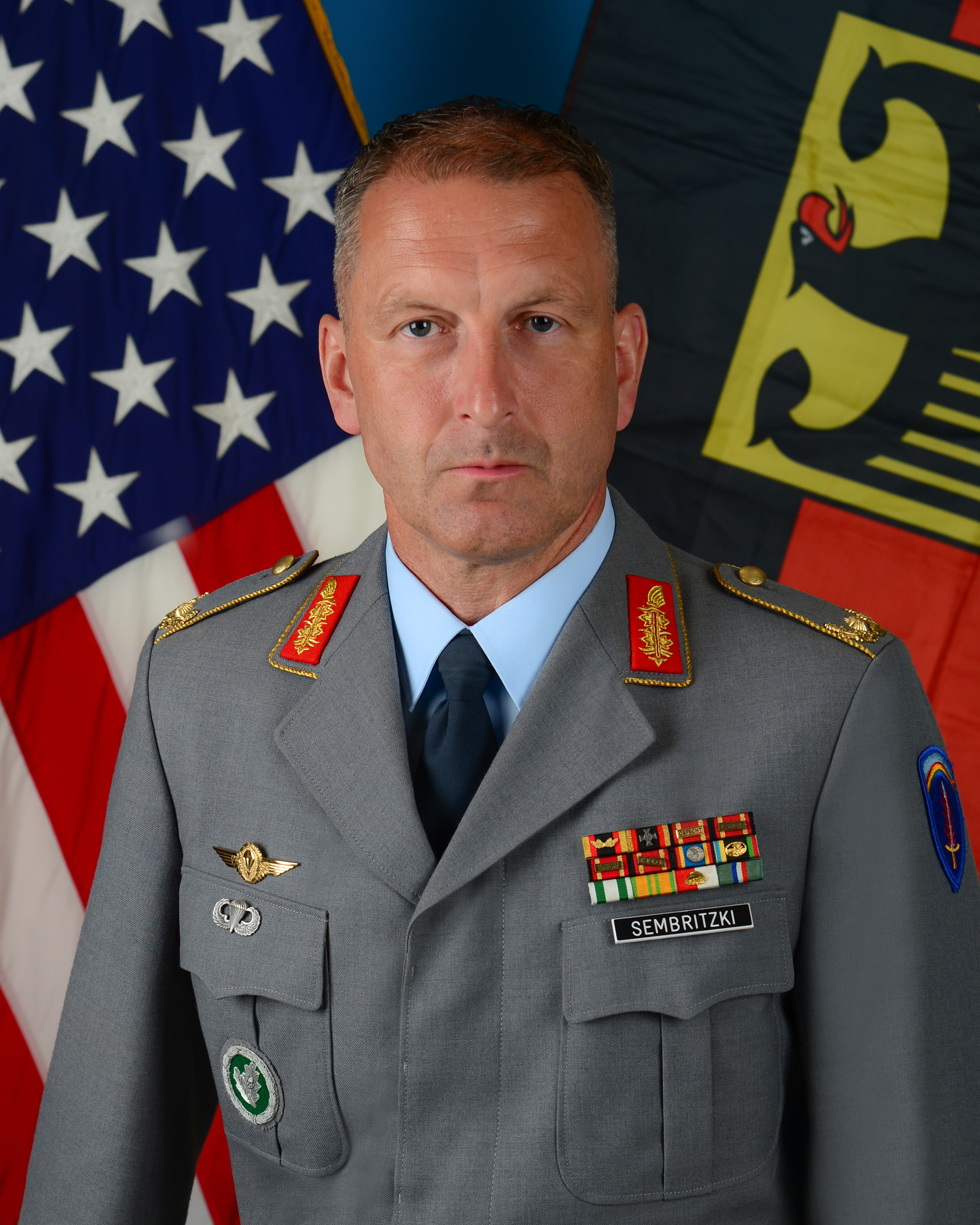
Jared Sembritzki (* 1969)

- Sembritzki, Martin (1872–1934), deutscher Kommunalpolitiker (DVP)
- Sembritzki, Moritz (* 1983), deutscher Jazzmusiker
- Sembroski, Christopher (* 1979), US-amerikanischer Ingenieur und Raumfahrer
- Sembrouthes, König von Axum
- Sembten, Malte S. (1965–2016), deutscher Schriftsteller

### Semc
- Semcesen, Daniel (* 1986), schwedischer Schachspieler
- Semchuk, Oleksandr (* 1976), ukrainischer Violinist
- Semciuc, Mugurel (* 1998), rumänischer Ruderer
- Semcov, Daria (* 1988), deutsche Journalistin und Fernsehmoderatorin
- Semczyszak, Maria (* 1932), polnische Rennrodlerin

### Seme
- Seme, Pixley ka Isaka (1881–1951), südafrikanischer Politiker und Rechtsanwalt
- Semechin, Elena (* 1993), deutsche Schwimmerin
- Semecká, Jaroslava, tschechische Badmintonspielerin
- Semedi, Iwan (1921–2008), ukrainischer Bischof der Eparchie Mukatschewe der Ruthenen
- Semedo, Alfa (* 1997), guinea-bissauischer Fußballspieler
- Semedo, Álvaro (1585–1658), portugiesischer Jesuiten-Missionar in China
- Semedo, António (* 1979), portugiesischer Fußballspieler
- Semedo, Artur (1924–2001), portugiesischer Schauspieler und Regisseur
- Semedo, Cícero (* 1986), portugiesischer Fußballspieler
- Semedo, Gil (* 1974), kap-verdischer Sänger und Komponist
- Semedo, Gorete (* 1996), são-toméische Sprinterin
- Semedo, João (1951–2018), portugiesischer Arzt und Politiker
- Semedo, José (* 1965), portugiesischer Fußballspieler
- Semedo, José (* 1979), kap-verdischer Fußballspieler
- Semedo, José (* 1985), portugiesischer Fußballspieler
- Semedo, Maria Helena (* 1959), kap-verdische Wirtschaftswissenschaftlerin, Politikerin und ehemalige Ministerin
- Semedo, Monica (* 1984), luxemburgische Fernsehmoderatorin und Politikerin, MdEP
- Semedo, Nélson (* 1993), portugiesischer FußballspielerNélson Semedo (* 1993)

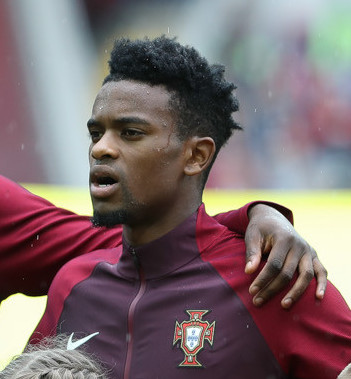
Nélson Semedo (* 1993)

- Semedo, Odete (* 1959), guineische Autorin und Literaturwissenschaftlerin
- Semedo, Rúben (* 1994), portugiesischer Fußballspieler
- Semedo, Willy (* 1994), kap-verdischer Fußballspieler
- Semega-Janneh, Baboucarr (1910–2002), gambischer Kartograph, Politiker und Diplomat
- Semega-Janneh, Gibril B., gambischer Richter
- Semega-Janneh, Sourahata B. (* 1942), gambischer Jurist
- Semeiks, Val (* 1955), US-amerikanischer Comiczeichner
- Semek, Peter (* 1955), deutscher Fußballspieler
- Semel, Nava (1954–2017), israelische Autorin
- Semelgak, Jakow Iwanowitsch (1751–1812), russischer Bildhauer
- Semeliker, Matthias (1910–1986), römisch-katholischer Pfarrer, NS-Verfolgter
- Semena, Mykola (* 1950), ukrainischer Journalist
- Semenchkare, altägyptischer König der 18. Dynastie
- Semendjajew, Konstantin Adolfowitsch (1908–1988), sowjetischer Mathematiker
- Semenenko, Aleksey (* 1988), deutsch-ukrainischer Geiger
- Semenenko, Jewgeni Stanislawowitsch (* 2003), russischer Eiskunstläufer
- Semenenre, altägyptischer König der 17. Dynastie
- Semenez, Wladimir Iwanowitsch (* 1950), sowjetischer Bahnradsportler und Olympiasieger
- Semenič, Anže (* 1993), slowenischer Skispringer
- Semenič, Simona (* 1975), slowenische Theaterregisseurin, Schriftstellerin und Performerin
- Semenichin, Sergei Wladimirowitsch (1944–2019), sowjetisch-russischer Informatiker
- Semeņistaja, Darja (* 2002), lettische TennisspielerinDarja Semeņistaja (* 2002)

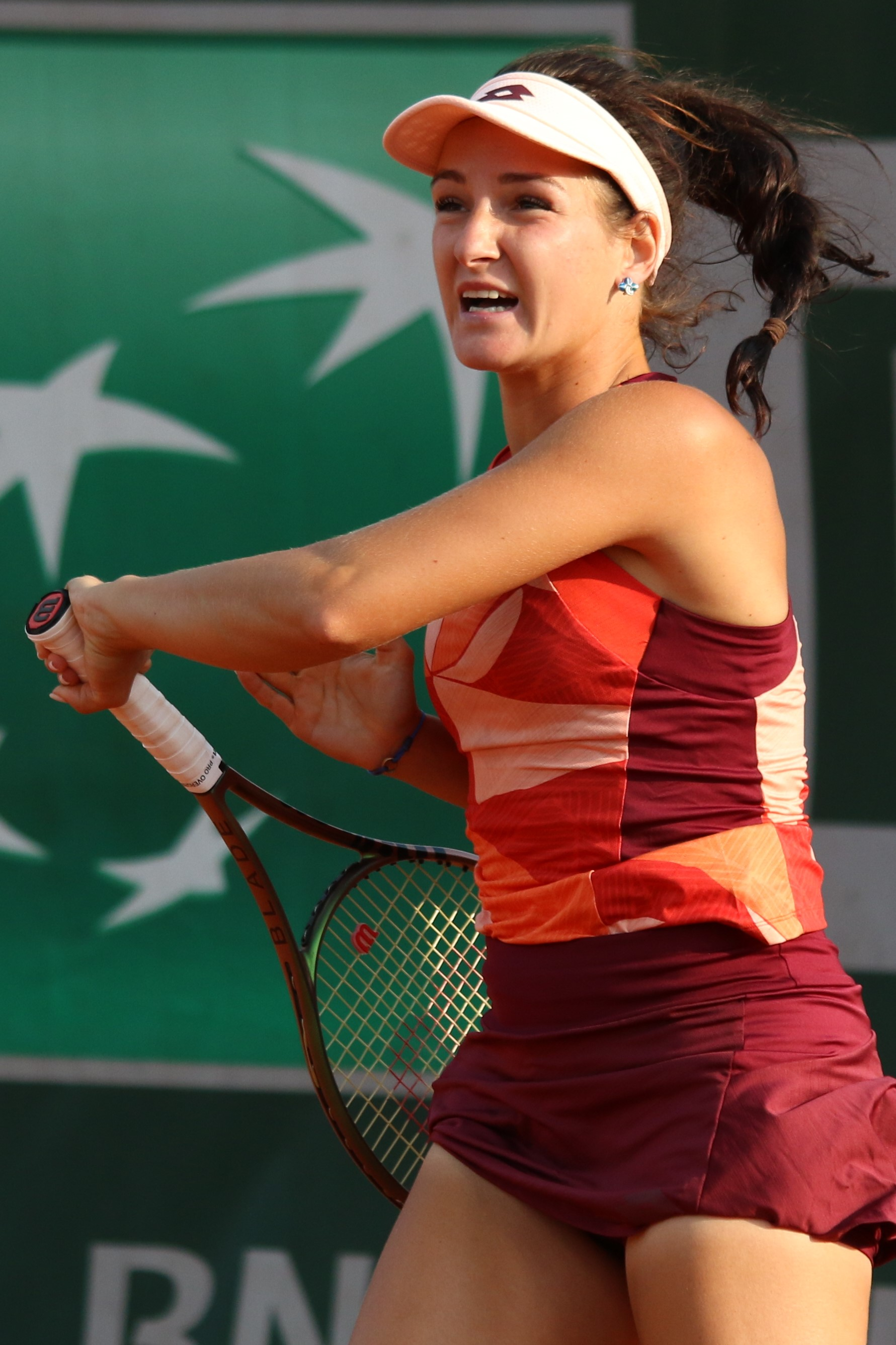
Darja Semeņistaja (* 2002)

- Semenitsch, Adisat (* 1961), österreichisch-deutsche Schauspielerin und Regisseurin
- Semenjaka, Olena (* 1987), ukrainische rechtsextreme Aktivistin
- Semenjako, Mikalaj (* 1976), belarussischer Skilangläufer
- Semenjuk, Andrij (* 1994), ukrainischer Floorballspieler
- Semenjuk, Lidija Lukiwna (1918–2001), sowjetisch-ukrainische Architektin
- Semenjuk, Walentyna (1957–2014), ukrainische Ökonomin und Politikerin
- Semenjuk, Wassyl (* 1949), ukrainischer Geistlicher, emeritierter ukrainisch-griechisch-katholischer Erzbischof von Ternopil-Sboriw
- Semenjuk, Wiktor Fjodorowitsch (1940–2014), russischer Dokumentarfilmregisseur und Hochschullehrer
- Semenko, Dave (1957–2017), kanadischer Eishockeyspieler und -scout
- Semenko, Mychajlo (1892–1937), ukrainischer Schriftsteller
- Semenkow, Boris Sergejewitsch (1902–1963), sowjetischer Grafiker und Schriftsteller
- Semenoff, Gordon W. (* 1953), kanadischer Physiker
- Semenova, Irina (* 1990), usbekische Schachspielerin
- Semenow, Serhij (* 1988), ukrainischer Biathlet
- Semenow, Wjatscheslaw (1950–2022), sowjetischer Fußballspieler
- Semenowa, Lydyja (1951–2025), ukrainische Schachspielerin
- Semenowa, Natalija (* 1982), ukrainische Diskuswerferin
- Semenowitsch, Anna Grigorjewna (* 1980), russische Eistänzerin und inzwischen Sängerin, Schauspielerin und Model
- Sementi, Giovanni Giacomo (1583–1636), italienischer Maler und Radierer
- Sementschenko, Semen (* 1974), ukrainischer Kommandeur des freiwilligen ukrainischen Kampfverbandes Bataillon Donbas
- Sementschenko, Witalij (* 1974), ukrainischer Eishockeyspieler
- Sementschuk, Jekaterina (* 1976), russische Opernsängerin des Stimmfaches Mezzosopran
- Sementschuk, Wassilissa Wassiljewna (* 1966), sowjetische Freestyle-Skisportlerin
- Semenya, Caiphus (* 1939), südafrikanischer Jazzmusiker und Komponist
- Semenya, Caster (* 1991), südafrikanische MittelstreckenläuferinCaster Semenya (* 1991)

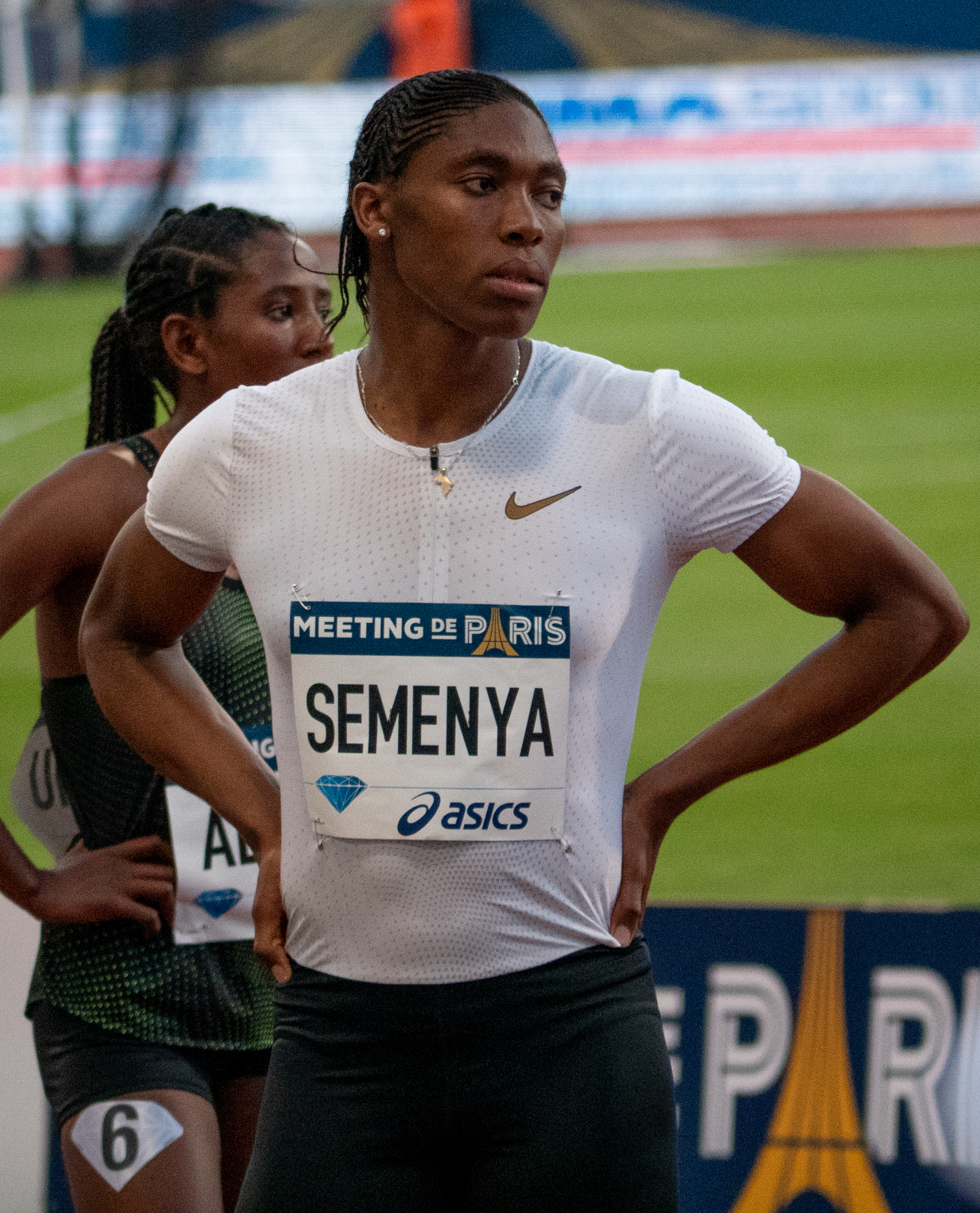
Caster Semenya (* 1991)

- Semenyo, Antoine (* 2000), ghanaischer Fußballspieler
- Semenyschyn, Mykola (* 1982), ukrainischer Geistlicher, ukrainisch griechisch-katholischer Weihbischof in Iwano-Frankiwsk
- Semenza, Giorgio (1928–2016), italienisch-schweizerischer Biochemiker
- Semenza, Gregg L. (* 1956), US-amerikanischer Kinderarzt
- Semenzato, Bruno (* 1992), brasilianischer Tennisspieler
- Semenzato, Francesco (* 1970), italienischer Biathlet und Skilangläufer
- Semenzowa, Nadeschda (* 1985), ukrainische bzw. aserbaidschanische Ringerin
- Semenzowa, Nadeschda Mefodijewna (1927–2001), sowjetische Schauspielerin
- Semer, Franz (1881–1929), deutscher Geschäftsmann und Bankier
- Semerád, Tomáš (* 2002), tschechischer Beachvolleyballspieler
- Semerak, Ostap (* 1972), ukrainischer Politiker, Minister für Ökologie und Naturressourcen
- Semerani, Luciano (1933–2021), italienischer Architekt und Architekturtheoretiker
- Semeraro, Cosimo (1942–2021), italienischer Ordenspriester und Kirchenhistoriker
- Semeraro, Domenico (* 1964), Schweizer Bobfahrer
- Semeraro, Marcello (* 1947), italienischer Geistlicher, Kurienkardinal der römisch-katholischen Kirche und Präfekt der Kongregation für die Selig- und HeiligsprechungsprozesseMarcello Semeraro (* 1947)

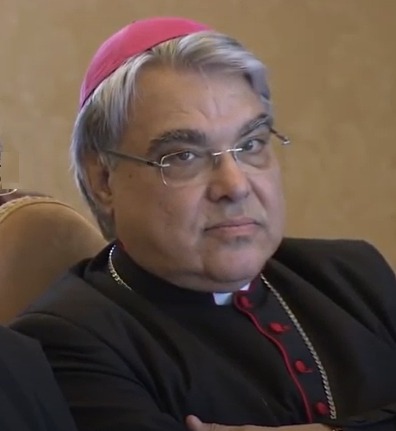
Marcello Semeraro (* 1947)

- Semerau, Alfred (1874–1958), deutscher Schriftsteller, Übersetzer und Verleger
- Semerchet, altägyptischer König der 1. Dynastie (um 2886 v. Chr. – um 2878 v. Chr.)
- Semercioğlu, Turgay (* 1954), türkischer Fußballspieler und -trainer
- Semerciyan, Rupen (* 1904), türkischer Basketballspieler und Basketballtrainer armenischer Abstammung
- Semerdschiew, Atanas (1924–2015), bulgarischer Politiker
- Semerenko, Walentyna (* 1986), ukrainische Biathletin
- Semerenko, Wita (* 1986), ukrainische Biathletin
- Semerikow, Danila Michailowitsch (* 1994), russischer Eisschnellläufer
- Semeška, Vilius (* 1972), litauischer Politiker, Mitglied des Seimas
- Semet, Rainer (* 1957), deutscher Politiker (FDP), MdB
- Šemeta, Algirdas (* 1962), litauischer Politiker, Regierungsfunktionär und Ökonom
- Semetkowski, Walter von (1886–1965), österreichischer Kunsthistoriker und Denkmalpfleger
- Semetzky, Dieter (* 1949), deutscher Ruderer

### Semf
- Semff, Michael (* 1950), deutscher Kunsthistoriker

### Semi
- Semić, Lion (* 2003), deutscher Fußballspieler
- Semicenk (* 1998), türkischer PopmusikerSemicenk (* 1998)

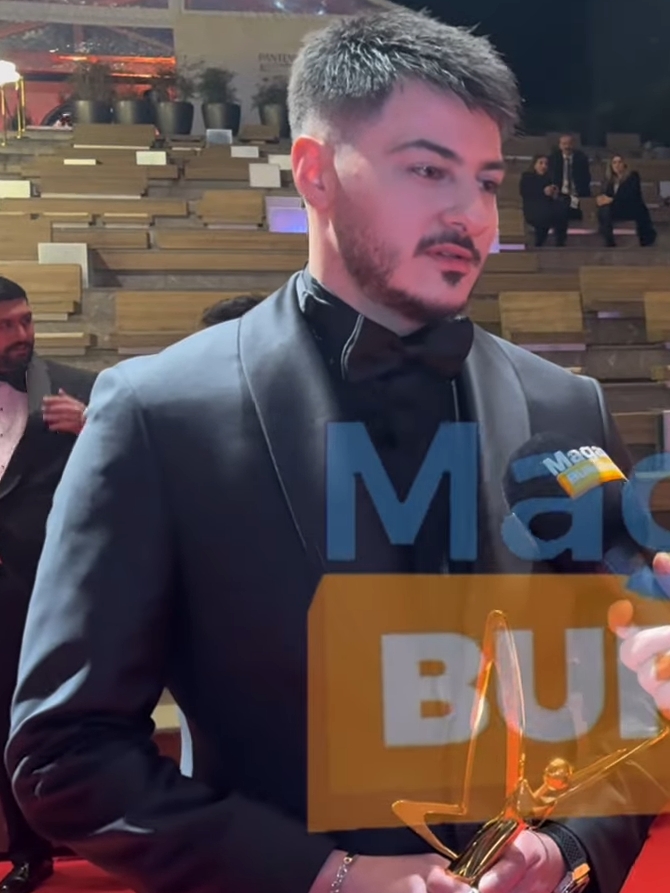
Semicenk (* 1998)

- Semichatow, Nikolai Alexandrowitsch (1918–2002), russisch-sowjetischer Elektroingenieur und Hochschullehrer
- Semien, Marcus (* 1990), US-amerikanischer Baseballspieler
- Semigin, Gennadi Jurjewitsch (* 1961), russischer Politiker und Parteivorsitzender (Patrioten Russlands)
- Semik, Karol (* 1953), polnischer Lehrer, Pädagoge und parteiloser Politiker
- Semikow, Ilja Sergejewitsch (* 1993), russischer Skilangläufer
- Semilakovs, Konstantin (* 1984), lettisch-deutscher Pianist
- Seminack, Richard Stephen (1942–2016), US-amerikanischer Geistlicher, ukrainischer Eparch von Chicago
- Seminario, Juan (* 1936), peruanischer Fußballspieler
- Semino Favro, Camilla (* 1986), italienische Schauspielerin
- Semioli, Franco (* 1980), italienischer Fußballspieler
- Semionowa, Polina (* 1984), russische TänzerinPolina Semionowa (* 1984)

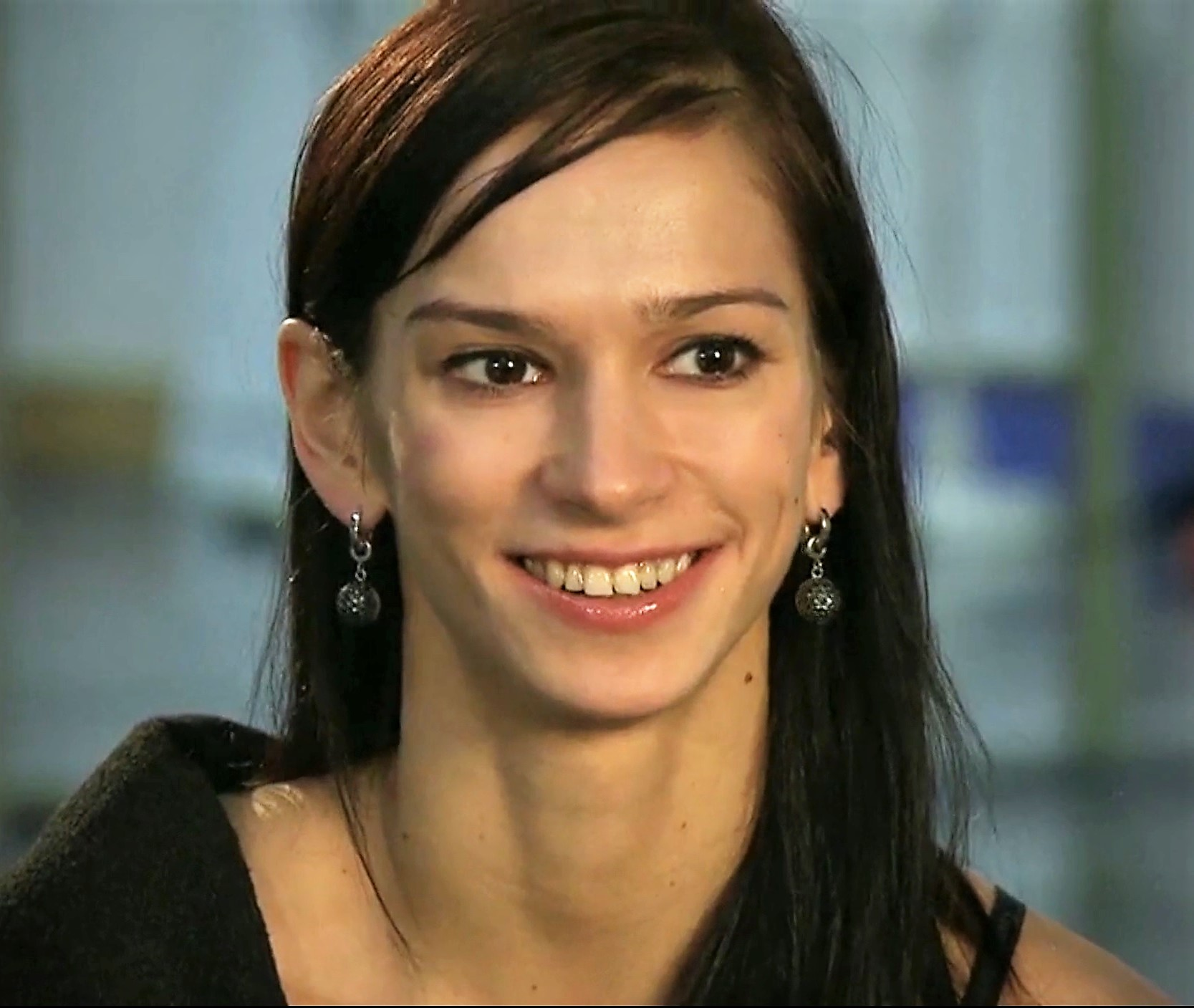
Polina Semionowa (* 1984)

- Šemiotas, Daugirdas (* 1983), litauischer Boxer
- Sémirot, Pierre (1907–1972), französischer Astronom und Astrophysiker
- Semisch, Karl Gottlob (1810–1888), protestantischer Theologe und Hochschullehrer
- Semisch, Malte (* 1992), deutscher Handballspieler
- Semischewa, Nadeschda (* 1952), sowjetische Ruderin
- Semitani, Megumi (* 1992), japanische Schriftstellerin
- Semitoo (* 1981), deutscher Musikproduzent
- Semitschastny, Wladimir Jefimowitsch (1924–2001), sowjetischer Geheimdienstchef
- Semiz, Serdar (* 1982), schwedisch-türkischer Eishockeyspieler

### Semj
- Semjan, Jens (* 1979), deutscher Konzeptkünstler, Kommunikations- und Medientheoretiker
- Semjan, Marek (* 1987), slowakischer Tennisspieler
- Semjank, Günter (1949–1995), deutscher Fernsehansager
- Semjaschkin, Wiktor (* 1947), sowjetischer Mittelstreckenläufer
- Semjén, Zsolt (* 1962), ungarischer PolitikerZsolt Semjén (* 1962)

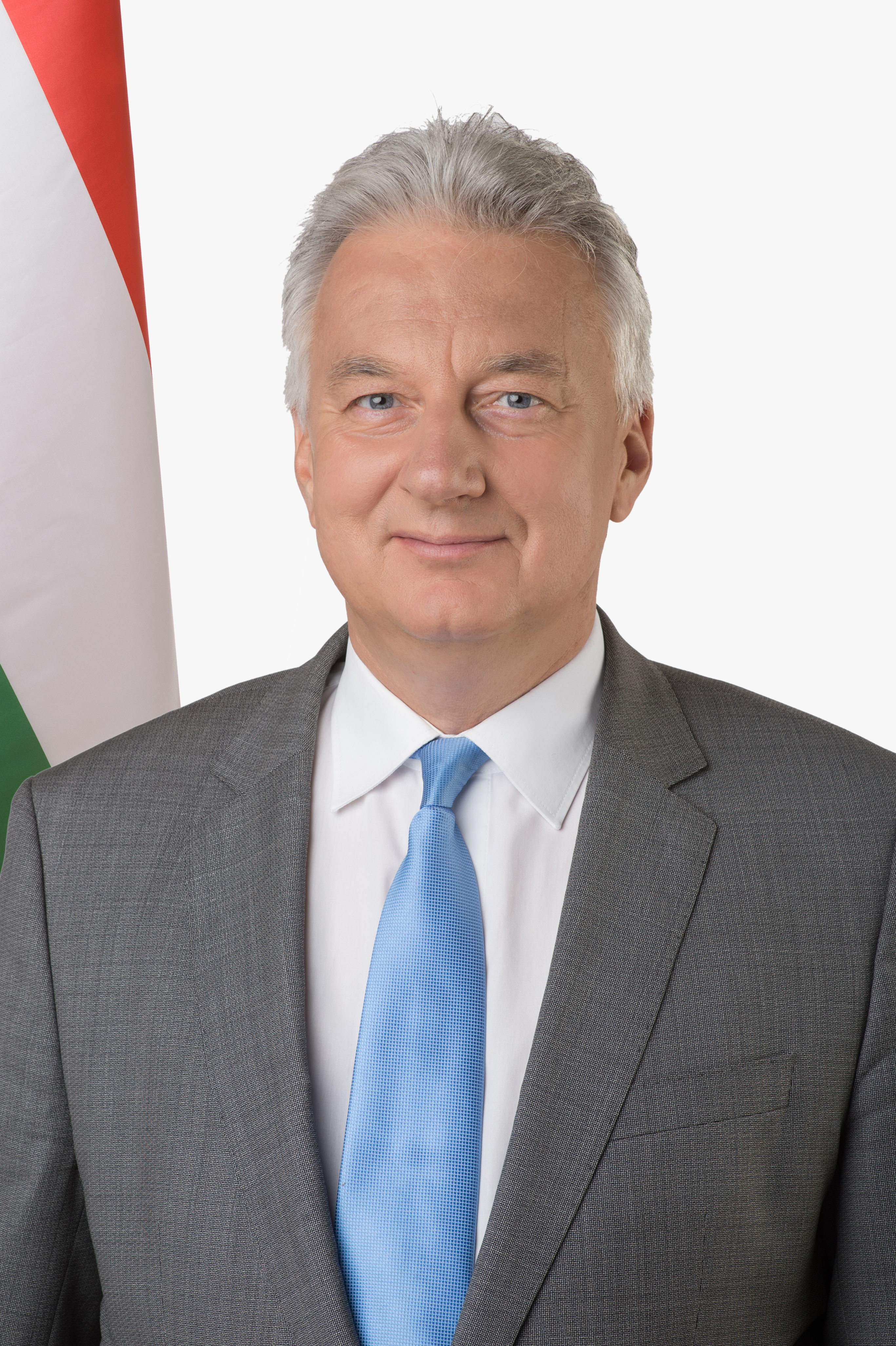
Zsolt Semjén (* 1962)

- Semjon Olelkowitsch (1420–1470), Fürst von Kiew
- Semjonov, Maksim (* 1985), estnischer Eishockeyspieler
- Semjonova, Uļjana (* 1952), lettische Basketballspielerin
- Semjonovs, Aleksandrs (* 1972), lettischer Eishockeyspieler, -trainer und -funktionär
- Semjonow, Alexander Michailowitsch (1922–1984), russischer Maler
- Semjonow, Alexei Anatoljewitsch (* 1981), russischer Eishockeyspieler
- Semjonow, Anatoli Alexandrowitsch (1841–1917), russischer Baumeister, Bauingenieur und Architekt
- Semjonow, Anatoli Anatoljewitsch (* 1962), russischer Eishockeyspieler
- Semjonow, Andrei Alexejewitsch (* 1977), russischer Sprinter
- Semjonow, Andrei Sergejewitsch (* 1989), russischer Fußballspieler
- Semjonow, Georgi Witaljewitsch (1931–1992), russisch-sowjetischer Schriftsteller
- Semjonow, Grigori Michailowitsch (1890–1946), russischer General während des Russischen BürgerkriegesGrigori Michailowitsch Semjonow (1890–1946)

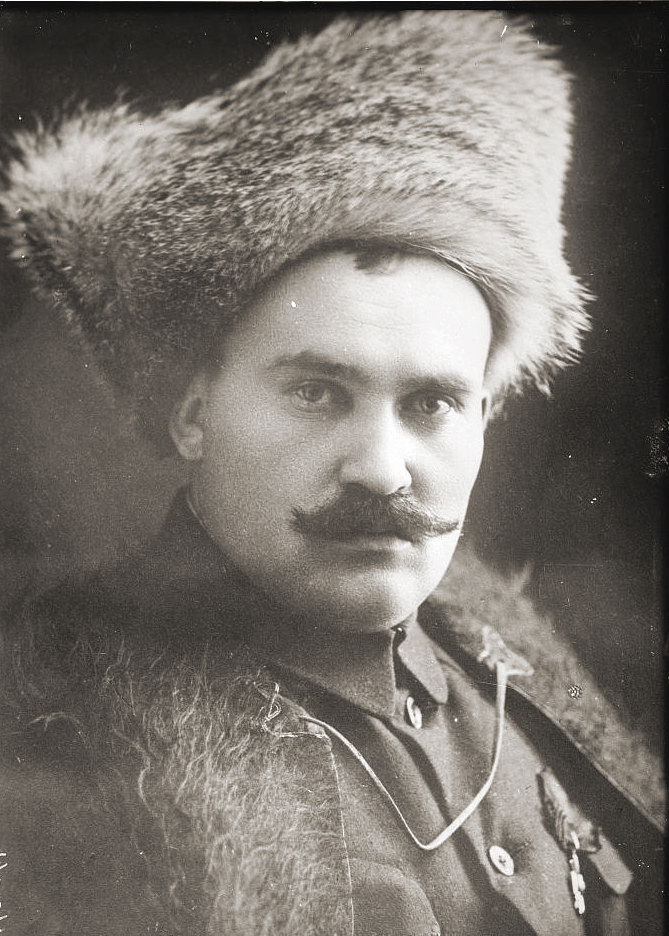
Grigori Michailowitsch Semjonow (1890–1946)

- Semjonow, Julian Semjonowitsch (1931–1993), sowjetischer Schriftsteller und Drehbuchautor
- Semjonow, Juri Nikolajewitsch (1894–1977), russisch-deutscher Geograph und Schriftsteller
- Semjonow, Konstantin Sergejewitsch (* 1989), russischer Beachvolleyballspieler
- Semjonow, Maxim (* 1984), kasachisch-russischer Eishockeyspieler
- Semjonow, Mingijan Arturowitsch (* 1990), russischer Ringer
- Semjonow, Nikolai Nikolajewitsch (1896–1986), russischer Physikochemiker und Nobelpreisträger für Chemie
- Semjonow, Pjotr Sergejewitsch (1902–1986), sowjetischer Generaloberst der Artillerie
- Semjonow, Sergei Wiktorowitsch (* 1995), russischer Ringer
- Semjonow, Wiktor Nikolajewitsch (* 1957), sowjetischer Biathlet
- Semjonow, Wiktor Semjonowitsch (1943–2019), sowjetischer bzw. russischer Theater- und Filmschauspieler
- Semjonow, Wladimir Nikolajewitsch (1874–1960), russisch-sowjetischer Architekt, Stadtplaner und Hochschullehrer
- Semjonow, Wladimir Semjonowitsch (1911–1992), stellvertretender sowjetischer Außenminister (1955–1978)
- Semjonow, Wladimir Wiktorowitsch (1938–2016), sowjetischer Wasserballspieler
- Semjonow-Tjan-Schanski, Pjotr Petrowitsch (1827–1914), russischer Geograph und Zentralasienforscher
- Semjonow-Tjan-Schanski, Weniamin Petrowitsch (1870–1942), russischer Wissenschaftler
- Semjonowa, Galina Wladimirowna (1937–2017), sowjetische Politikerin der KPdSU
- Semjonowa, Marija Wassiljewna (* 1958), sowjetische bzw. russische Schriftstellerin und Übersetzerin
- Semjonowa, Marina Timofejewna (1908–2010), russische Primaballerina
- Semjonowa, Sinaida Nikolajewna (* 1962), russisch-sowjetische Marathonläuferin
- Semjonowa, Swetlana Stepanowna (* 1958), sowjetische Ruderin
- Semjonowa, Xenija Alexandrowna (1919–2017), sowjetische bzw. russische Neurologin
- Semjonowa-Tjan-Schanskaja, Anastassija Michailowna (1913–1992), sowjetische Geobotanikerin

### Semk
- Semke, Hein (1899–1995), deutscher Bildhauer, Maler, Keramikkünstler und Lyriker
- Semken, Hartmut (* 1967), deutscher Politiker (Piratenpartei)
- Semken, Holmes (1935–2024), US-amerikanischer Wirbeltierpaläontologe
- Semkow, Jerzy (1928–2014), polnisch-französischer Dirigent
- Semkowski, Semjon Juljewitsch (1882–1937), sowjetischer Philosoph

### Seml
- Semlak, Walter (1928–1945), Student
- Semler, Adam Sigmund Philipp (1754–1809), deutscher Jurist
- Semler, Alfons (1886–1960), deutscher Archivar und Bibliothekar
- Semler, Borut (* 1985), slowenischer Fußballspieler
- Semler, Christian (1938–2013), deutscher Journalist
- Semler, Christian August (1767–1825), deutscher gelehrter Schriftsteller
- Semler, Christoph (1669–1740), Gründer der ersten deutschen Realschule
- Semler, Dean (* 1943), australischer Kameramann
- Semler, Gustav Adolf (1885–1968), deutscher Schauspieler
- Semler, Hans (1902–1979), deutscher Jurist und Generalstaatsanwalt von Hamm
- Semler, Heinrich (1841–1888), deutscher Kaufmann und Agronom
- Semler, Jakob (1920–2004), deutscher Architekt und kommunaler Baubeamter
- Semler, Jakob (* 1991), österreichischer Fußballschiedsrichter
- Semler, Johann Salomo (1725–1791), deutscher evangelischer Theologe
- Semler, Johannes (1858–1914), deutscher Jurist und Politiker (NLP), MdHB, MdR
- Semler, Johannes (1898–1973), deutscher Politiker (CSU), MdB
- Semler, Johannes jun. (1923–2018), deutscher Jurist und Unternehmer
- Semler, Jutta (1941–2016), deutsche Medizinerin
- Semler, Kurd (1879–1965), deutscher Jurist und Kommunalitiker, Oberbürgermeister von Braunschweig
- Semler, Marcus († 1511), deutscher Bergbauunternehmer
- Semler, Oliver (* 1974), deutscher Mediziner
- Semler, Ricardo (* 1959), brasilianischer Unternehmer
- Semler, Wilhelm (1844–1929), deutscher Verwaltungsbeamter und Politiker
- Semlic, Philipp (* 1983), österreichischer Fußballspieler und -trainerPhilipp Semlic (* 1983)

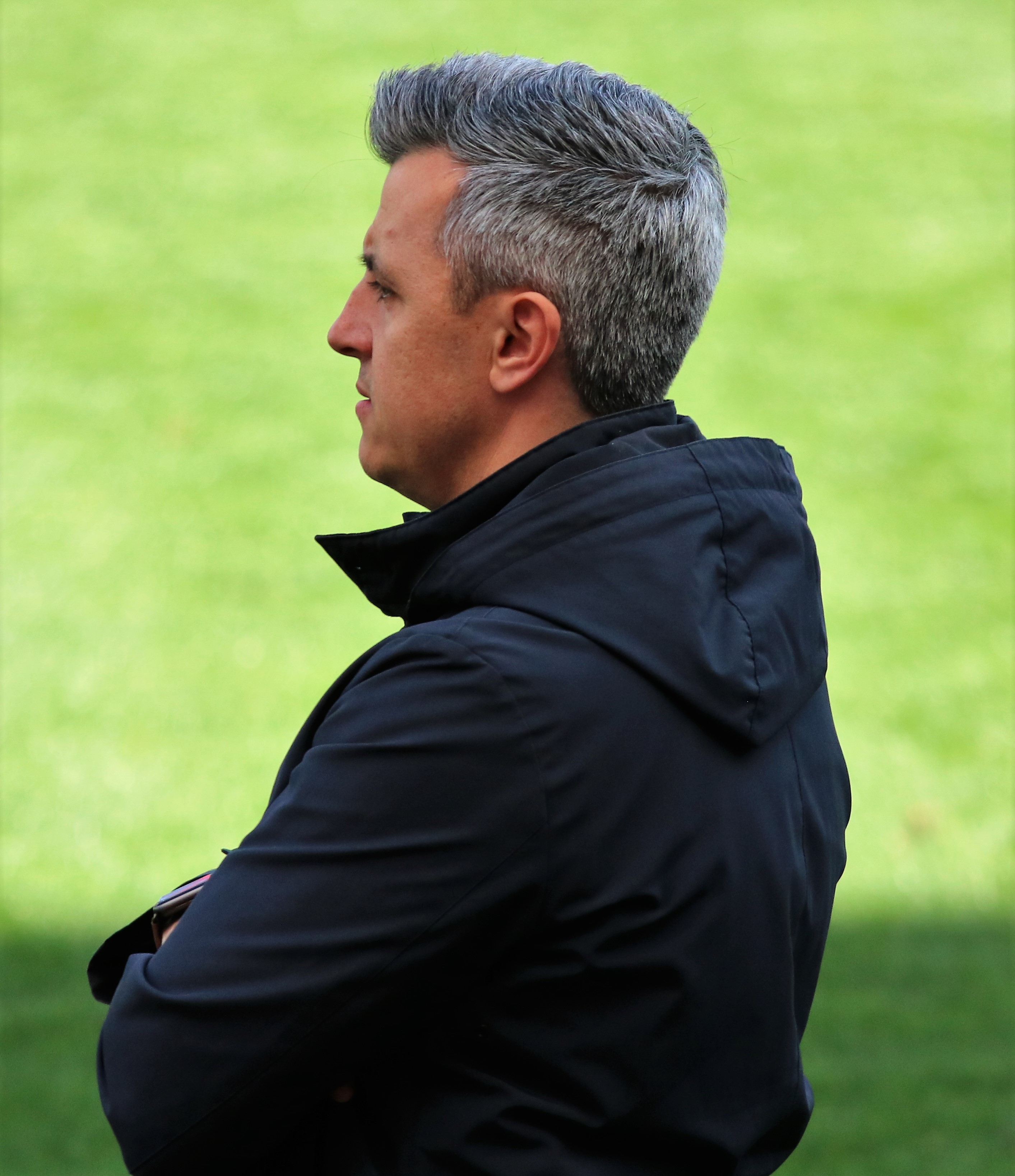
Philipp Semlic (* 1983)

- Semlin, Charles Augustus (1836–1927), kanadischer Politiker
- Semlin, Joseph von († 1824), österreichischer Offizier
- Semling, Franz (* 1962), deutscher Polizeipräsident
- Semlits, Oswald (* 1958), deutscher Fußballspieler und -trainer
- Semlitsch, Karl (* 1944), österreichischer Militärkommandant Wiens
- Semlitsch, Nikolaus (* 1946), deutscher Fußballspieler und -trainer
- Semljak, Olha (* 1990), ukrainische Sprinterin
- Semljanoi, Igor (* 1967), kasachischer Eishockeyspieler
- Semljanuchin, Anton (* 1988), kirgisischer Fußballspieler

### Semm
- Semm, Bastian (* 1979), deutscher SchauspielerBastian Semm (* 1979)

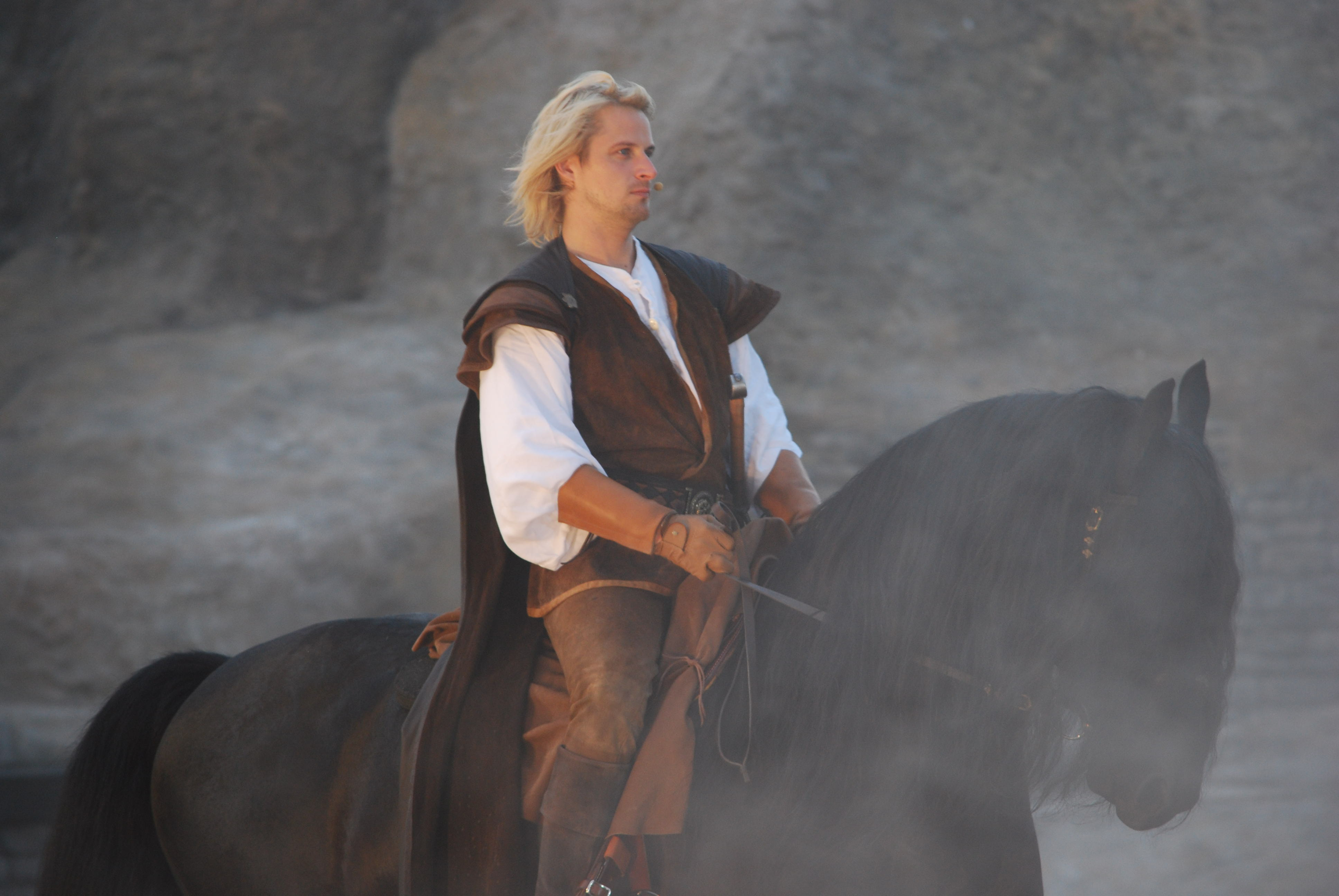
Bastian Semm (* 1979)

- Semm, Johannes (* 1983), deutscher Synchronsprecher und Hörspielsprecher
- Semm, Kurt (1927–2003), deutscher Gynäkologe und Hochschullehrer
- Semm, Willy (1888–1964), deutscher Maler
- Semma, Fernand (1944–1999), deutscher Bildhauer
- Semmane, Sidsel Ben (* 1989), dänische Sängerin
- Semmar, Abdelkarim (1937–2009), marokkanischer Diplomat
- Semmel, Arno (1929–2010), deutscher Geograph, Geologe, Geomorphologe und Hochschullehrer
- Semmel, Moritz (1807–1874), deutscher Verwaltungsbeamter und Politiker, MdL
- Semmel, Richard (1875–1950), deutscher Unternehmer und Kunstsammler
- Semmelhaack, Annina (* 1975), deutsche Pornodarstellerin
- Semmelhack, Martin F (* 1941), US-amerikanischer Chemiker
- Semmeling, Léon (1940–2024), belgischer Fußballspieler und -trainer
- Semmelink, John (1938–1959), kanadischer Skirennläufer
- Semmelmann, Fritz (1928–2011), deutscher Fußballspieler
- Semmelmann, Helmut (* 1934), deutscher Politiker (SED), MdV, Abteilungsleiter und Sekretär des ZK der SED
- Semmelrogge, Dustin (* 1980), deutscher Schauspieler
- Semmelrogge, Joanna (* 1990), deutsche Schauspielerin
- Semmelrogge, Martin (* 1955), deutscher Schauspieler und SynchronsprecherMartin Semmelrogge (* 1955)

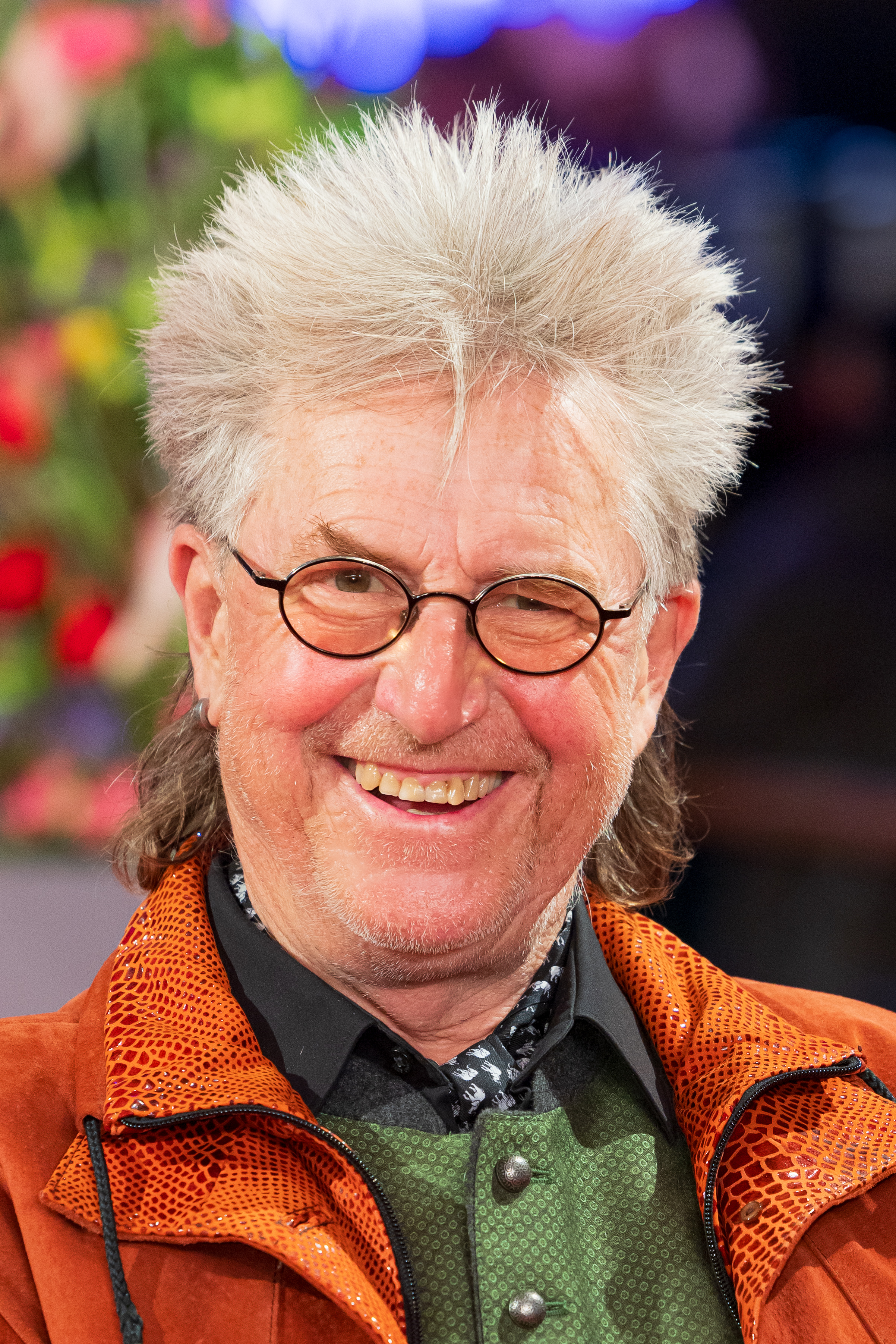
Martin Semmelrogge (* 1955)

- Semmelrogge, Willy (1923–1984), deutscher Schauspieler
- Semmelroth, Felix (* 1949), deutscher Kulturwissenschaftler
- Semmelroth, Otto (1912–1979), deutscher Theologe und Jesuit
- Semmelroth, Wilhelm (1914–1992), deutscher Regisseur
- Semmelweis, Ignaz (1818–1865), Chirurg und Geburtshelfer im Kaisertum Österreich
- Semmens, Andy (* 1958), britischer Sänger und Schlagzeuger
- Semmer, Bettina (* 1955), deutsche Malerin, Filmerin, Künstlerin
- Semmer, Gerd (1919–1967), deutscher Lyriker, Feuilletonist und Übersetzer
- Semmer, Norbert K. (* 1949), deutsch-schweizerischer Psychologe und Hochschullehrer, emeritierter Professor Universität Bern
- Semmer, Tino (* 1985), deutscher Fußballspieler
- Semmern, Ernst van (1860–1911), deutscher Konteradmiral der Kaiserlichen Marine
- Semmes, Benedict Joseph (1789–1863), US-amerikanischer Politiker
- Semmes, Raphael (1809–1877), Seemann, Jurist; Kapitän, Admiral und General der Konföderierten im Sezessionskrieg
- Semmes, Stephen (* 1962), US-amerikanischer Mathematiker
- Semmes, Thomas Jenkins (1824–1899), US-amerikanischer Jurist und Politiker
- Semmig, Friedrich Herman (1820–1897), deutscher Schriftsteller, Journalist und Lehrer, Teilnehmer an der Revolution 1848/49
- Semmig, Jeanne Berta (1867–1958), deutsche Schriftstellerin und Dichterin
- Semmingsen, Tuva (* 1975), norwegische Mezzo- und Koloratursopranistin
- Semmle, Oliver (* 1998), deutscher Fußballtorwart
- Semmler, Christoph (* 1980), deutscher Fußballtorwart
- Semmler, Ernst (1888–1970), deutscher Maler und Grafiker
- Semmler, Friedrich Wilhelm (1860–1931), deutscher Chemiker und Politiker (DNVP), MdR
- Semmler, Hans, deutscher Fußballspieler und -trainer
- Semmler, Harro (* 1947), deutscher Jurist
- Semmler, Ilka (* 1985), deutsche Beachvolleyballspielerin
- Semmler, Jörg (* 1973), deutscher Verwaltungsjurist
- Semmler, Josef (1928–2011), deutscher Historiker
- Semmler, Pierre (1943–2011), deutsch-französischer Schauspieler
- Semmler, Raúl (* 1984), deutscher Schauspieler
- Semmler, Stefan (* 1952), deutscher Ruderer und Olympiasieger
- Semmler, Tom (* 1988), deutscher Theater- und Filmschauspieler, Multiinstrumentalist und Synchronsprecher
- Semmy, Tommy (* 1994), papua-neuguineischer Fußballspieler

### Semo
- Şemo, Erebê (1897–1978), kurdisch-jesidischer Schriftsteller
- Semon von Hagara Maryam, äthiopischer Fürst und Kirchenerbauer
- Semon, Larry (1889–1928), US-amerikanischer SchauspielerLarry Semon (1889–1928)

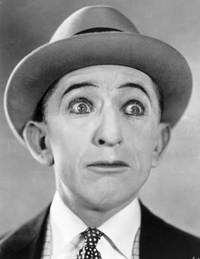
Larry Semon (1889–1928)

- Semon, Richard (1859–1918), deutscher Zoologe und Evolutionsbiologe
- Semonides, griechischer Dichter
- Semonite, Todd T. (* 1957), US-amerikanischer Offizier, Generalleutnant der US-Army
- Semos von Delos, griechischer Autor
- Semotan, Elfie (* 1941), österreichische Photographin
- Semotiuk, Maria (* 1985), polnische Schauspielerin
- Semoun, Élie (* 1963), französischer Humorist, Autor, Schriftsteller und Sänger

### Semp
- Sempach, Matthias (* 1986), Schweizer SchwingerMatthias Sempach (* 1986)

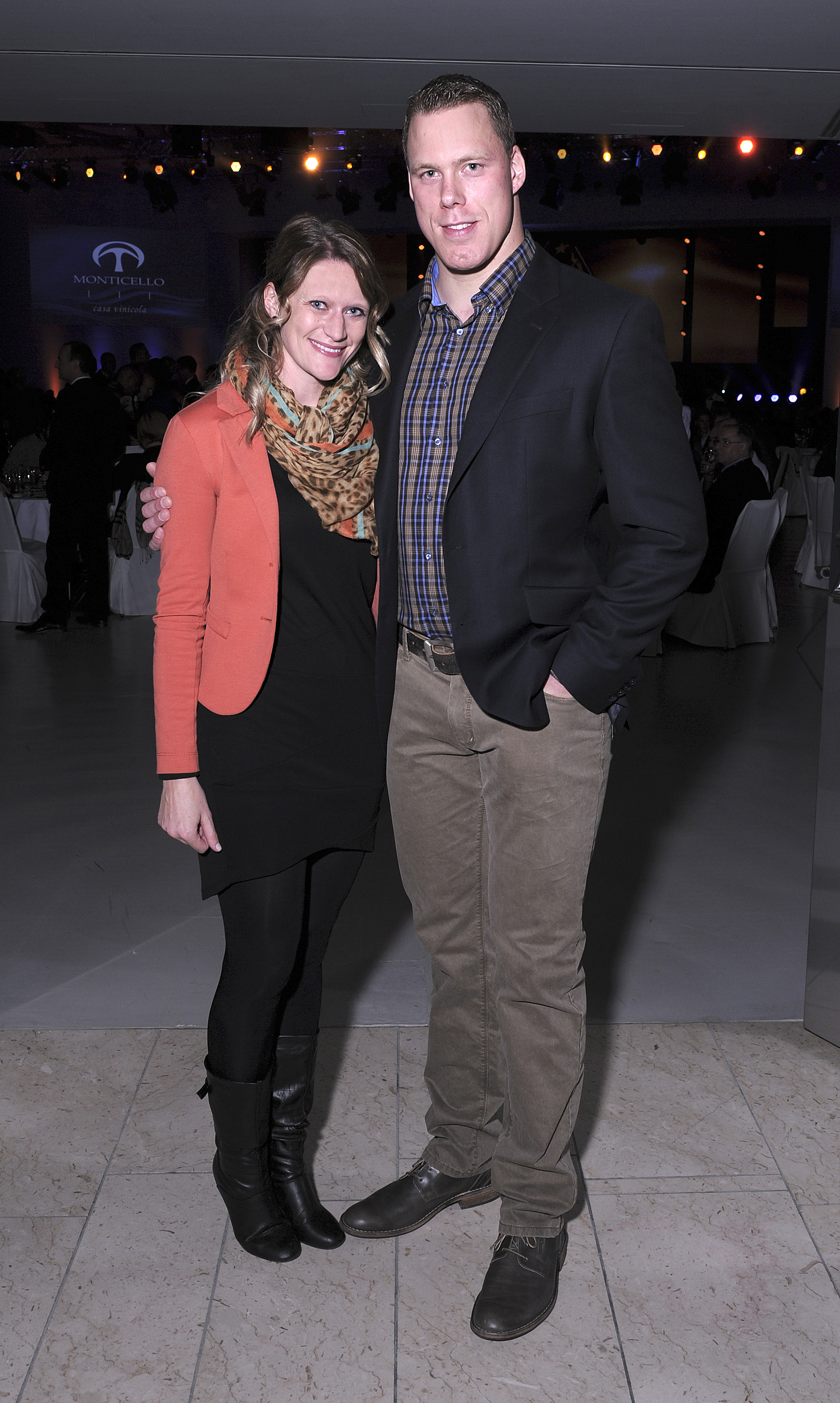
Matthias Sempach (* 1986)

- Sempad von Armenien (1277–1308), König von Kleinarmenien
- Sempé, Inga (* 1968), französische Produktdesignerin
- Sempé, Jean-Jacques (1932–2022), französischer Cartoonist
- Sempel, Peter (* 1954), deutscher Filmregisseur, Fotograf und Drehbuchautor
- Šemper, Adrian (* 1998), kroatischer Fußballspieler
- Semper, Carl (1870–1962), deutscher Ministerialbeamter in der Finanzverwaltung
- Semper, Emanuel (1848–1911), deutscher Bildhauer
- Semper, Ernst Leberecht (1722–1758), deutscher lutherischer Geistlicher und Liederdichter
- Semper, Franz (* 1997), deutscher Handballspieler
- Semper, Georg (1837–1909), deutscher Fabrikant und Insektenkundler
- Semper, Gottfried (1803–1879), deutscher Architekt und KunsttheoretikerGottfried Semper (1803–1879)

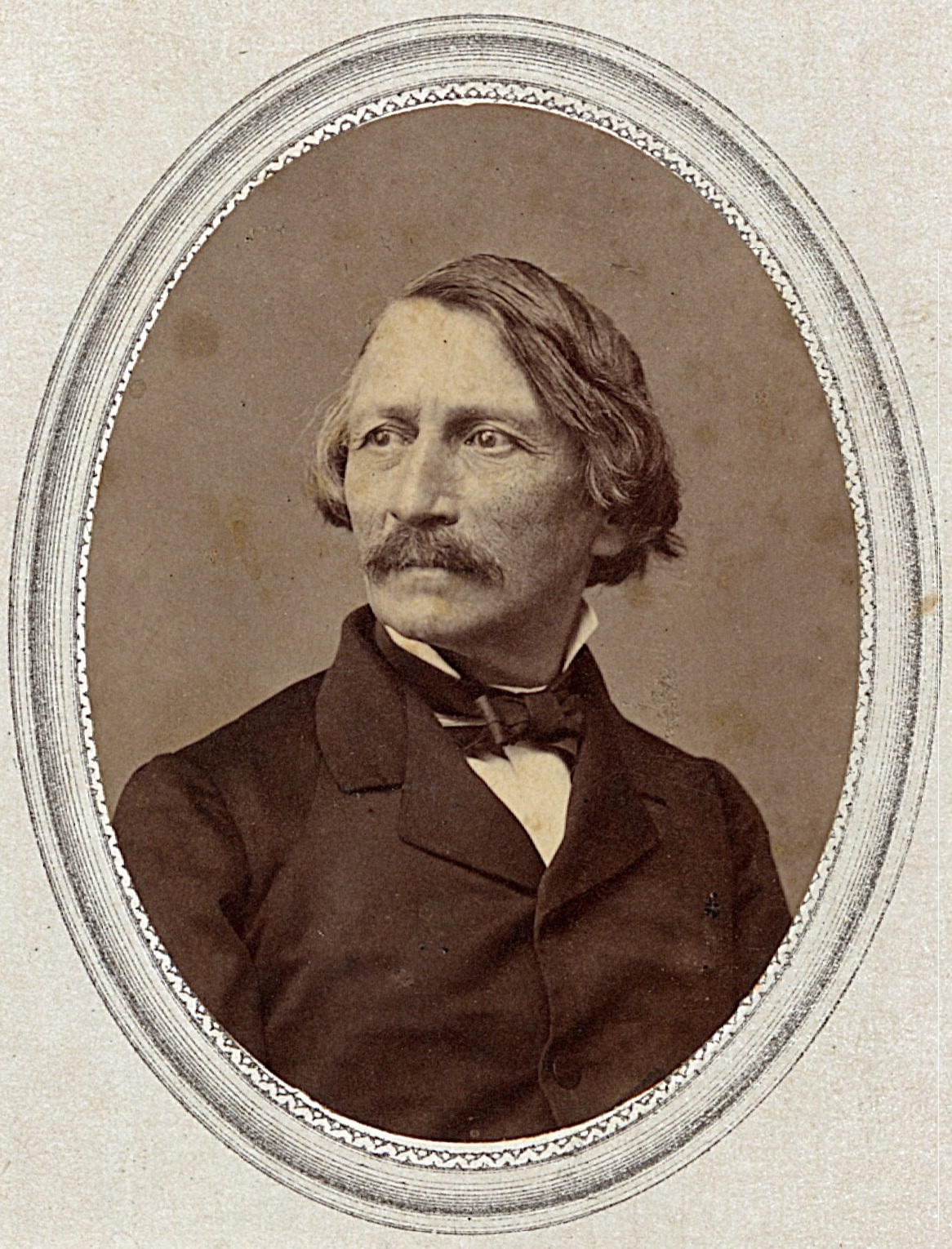
Gottfried Semper (1803–1879)

- Semper, Hans (1845–1920), deutsch-österreichischer Kunsthistoriker
- Semper, Johannes (1892–1970), estnischer Schriftsteller und Politiker
- Semper, Karl (1832–1893), deutscher Naturforscher und Zoologe
- Semper, Manfred (1838–1913), deutscher Architekt
- Semper, Max (1870–1952), deutscher Geologe und Paläontologe
- Semper, Natalja Jewgenjewna (1911–1995), sowjetisch-russische Schriftstellerin und Ägyptologin
- Semper, Otto (1830–1907), deutscher Kaufmann, Konchyliologe und Paläontologe
- Semper, Sigrid (* 1940), deutsche Politikerin (FDP), MdB
- Sempere Pérez, Juan Carlos (* 2003), spanischer Handballspieler
- Sempere, Eusebio (1923–1985), spanischer Lichtobjektkünstler und Maler
- Sempere, José Manuel (* 1958), spanischer Fußballspieler
- Semperena, Nelson (* 1984), uruguayischer Fußballspieler
- Sempf, Harald (* 1966), deutscher Politiker (SPD)Harald Sempf (* 1966)

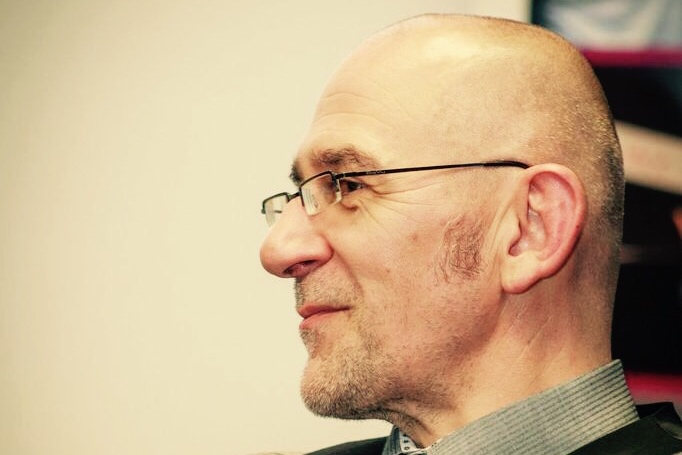
Harald Sempf (* 1966)

- Sempf, Rudolf (1900–1982), deutscher Bürgermeister, Mitglied des Provinziallandtages der Provinz Hessen-Nassau
- Sempilius, Hugo († 1654), schottischer Jesuit und Mathematiker
- Sempill, John, 1. Lord Sempill († 1513), schottischer Adliger
- Semple McPherson, Aimee (1890–1944), kanadisch-amerikanische Evangelistin, Predigerin und Kirchengründerin
- Semple, Adam (* 1989), australischer Bahn- und Straßenradrennfahrer
- Semple, Archie (1928–1974), schottischer Jazzmusiker
- Semple, Bob (1873–1955), neuseeländischer Gewerkschaftsführer
- Semple, Ellen Churchill (1863–1932), amerikanische Geographin
- Semple, Eugene (1840–1908), US-amerikanischer Politiker
- Semple, Frederick (1872–1927), US-amerikanischer Golf- und Tennisspieler
- Semple, Jack (* 1957), kanadischer Bluesmusiker
- Semple, James (1798–1866), US-amerikanischer Jurist und Politiker
- Semple, Jamie (* 2001), schottischer Fußballspieler
- Semple, John Greenlees (1904–1985), britischer Mathematiker
- Semple, Lorenzo, Jr. (1923–2014), US-amerikanischer Dramatiker und Drehbuchautor
- Semple, Maria (* 1964), US-amerikanische Schriftstellerin
- Semple, Nathaniel (1876–1913), US-amerikanischer Tennisspieler
- Semple, Robert (1777–1816), Gouverneur von Assiniboia für die Hudson’s Bay Company (HBC) und Verfasser mehrerer Reisebücher
- Semple, Ryan (* 1982), kanadischer Skirennläufer
- Semplici, Leonardo (* 1967), italienischer Fußballspieler und -trainer
- Sempolinski, Joe (* 1983), US-amerikanischer Politiker
- Semprich, Kurt (1920–1999), deutscher Politiker (SPD), MdL
- Sempronia, römische Politikerin und Verschwörerin, Frau des Konsuls Decimus Iunius Brutus
- Sempronia (* 170 v. Chr.), Frau der römischen Aristokratie
- Sempronius Atratinus, Aulus, römischer Konsul 497 und 491 v. Chr.
- Sempronius Atratinus, Aulus, römischer Konsulartribun 444 v. Chr.
- Sempronius Atratinus, Aulus, römischer Konsulartribun 425, 420 und 416 v. Chr.
- Sempronius Atratinus, Gaius, römischer Konsul 423 v. Chr.
- Sempronius Atratinus, Lucius, römischer Konsul 444 v. Chr.
- Sempronius Atratinus, Lucius (73 v. Chr.–7), römischer Suffektkonsul 34 v. Chr.
- Sempronius Blaesus, Gaius, römischer Konsul 253 und 244 v. Chr.
- Sempronius Blaesus, Gaius, römischer Volkstribun 211 v. Chr.
- Sempronius Densus († 69), römischer Soldat
- Sempronius Fidus, Gaius, römischer Offizier (Kaiserzeit)
- Sempronius Gracchus, Publius, römischer Volkstribun
- Sempronius Gracchus, Tiberius († 212 v. Chr.), römischer Konsul
- Sempronius Gracchus, Tiberius, römischer Politiker, Konsul 238 v. Chr.
- Sempronius Gracchus, Tiberius, römischer Politiker, Konsul 177 und 163 v. Chr.
- Sempronius Gracchus, Tiberius († 174 v. Chr.), römischer Augur
- Sempronius Honoratus, Lucius, römischer Ritter
- Sempronius Ingenuus, Lucius, römischer Statthalter (164)
- Sempronius Liberalis, Marcus, römischer Offizier (Kaiserzeit)
- Sempronius Longus, Tiberius († 174 v. Chr.), römischer Consul 194 v. Chr.
- Sempronius Longus, Tiberius, römischer Consul 218 v. Chr.
- Sempronius Martialis, Gaius, römischer Offizier (Kaiserzeit)
- Sempronius Merula Auspicatus, Lucius, römischer Suffektkonsul (121)
- Sempronius Pudens, Titus, römischer Soldat
- Sempronius Rufus, Titus, römischer Suffektkonsul (113)
- Sempronius Sophus, Publius (Konsul 268 v. Chr.), römischer Konsul und Zensor
- Sempronius Sophus, Publius (Konsul 304 v. Chr.), römischer Konsul und Zensor
- Sempronius Tuditanus, Gaius, römischer Konsul 129 v. Chr.
- Sempronius Tuditanus, Gaius, römischer Prätor 197 v. Chr.
- Sempronius Tuditanus, Marcus, römischer Konsul und Zensor
- Sempronius Tuditanus, Marcus († 174 v. Chr.), römischer Konsul
- Sempronius Tuditanus, Publius, römischer Konsul und Zensor
- Semprun, Jaime (1947–2010), französischer Essayist
- Semprún, Jorge (1923–2011), spanischer SchriftstellerJorge Semprún (1923–2011)

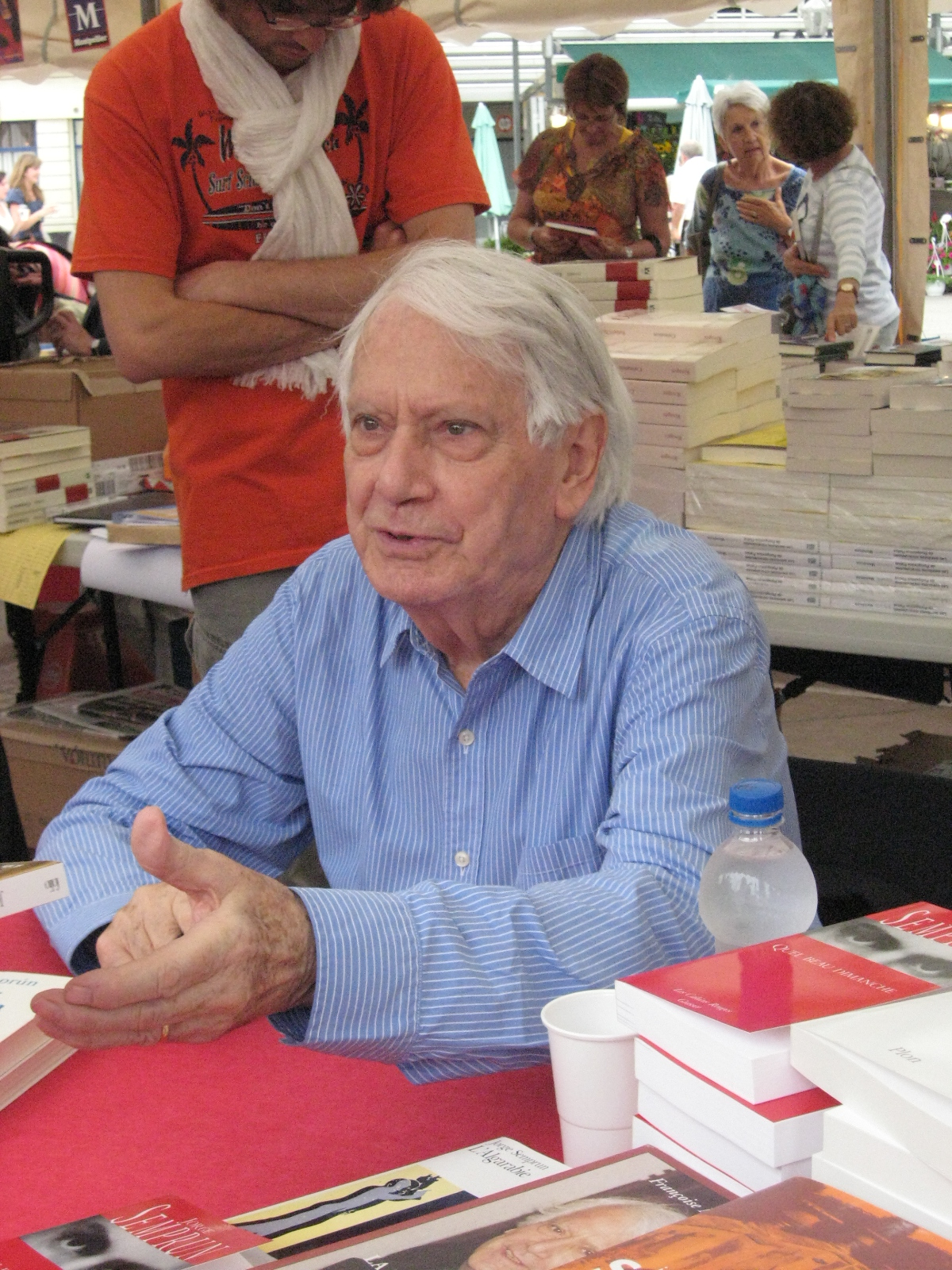
Jorge Semprún (1923–2011)

### Semq
- Semqen, altägyptischer König der 16. Dynastie

### Semr
- Semrad, Ludwig (1907–1984), österreichischer Gerechter unter den Völkern
- Semrad, Wanda (1914–1986), österreichische Gerechte unter den Völkern
- Semrau, Alfred (1882–1947), deutscher evangelischer Geistlicher und Politiker; Präsident des Volkstags der Freien Stadt Danzig (1926–1928)
- Semrau, August (1816–1893), deutscher Journalist
- Semrau, Björn (* 1978), deutscher Politiker (Piraten), politischer Geschäftsführer der Piratenpartei
- Semrau, Maria (1877–1945), westpreußische Studienrätin und Autorin
- Semrau, Max (1859–1928), deutscher Kunsthistoriker
- Semrau, Ulrich (* 1962), deutscher Dirigent und Trompetensolist
- Semrau, Uwe, deutscher Kommentator
- Semren, Marko (* 1954), bosnisch-herzegowinischer römisch-katholischer Ordensgeistlicher, Weihbischof in Banja Luka

### Sems
- Sems, Adelina (* 1998), kasachische Hürdenläuferin
- Sems, Johan (* 1572), niederländischer Kartograf, Landvermesser und Ingenieur
- Sems, Witali (* 1996), kasachischer Sprinter
- Sems, Wjatscheslaw (* 1998), kasachischer Sprinter
- Semschow, Igor Petrowitsch (* 1978), russischer Fußballspieler
- Šemsedinović, Rašid (1941–2021), jugoslawischer Eishockeyspieler
- Semsis, Dimitris († 1950), griechischer Rembetikomusiker und Violinenspieler
- Semsis, Stamos (* 1964), griechischer Musiker
- Semski, Juri Stanislawowitsch (* 1964), russischer Konteradmiral
- Semsroth, Alfred (1929–1998), deutscher Politiker (SPD), MdL
- Semsroth, Klaus (* 1939), deutsch-österreichischer Architekt, Stadtplaner und Hochschullehrer
- Semsrott, Albert (1869–1936), deutscher Kapitän und Schriftsteller
- Semsrott, Arne (* 1988), deutscher Journalist
- Semsrott, Nico (* 1986), deutscher Kabarettist, Slam-Poet und Politiker (parteilos)Nico Semsrott (* 1986)

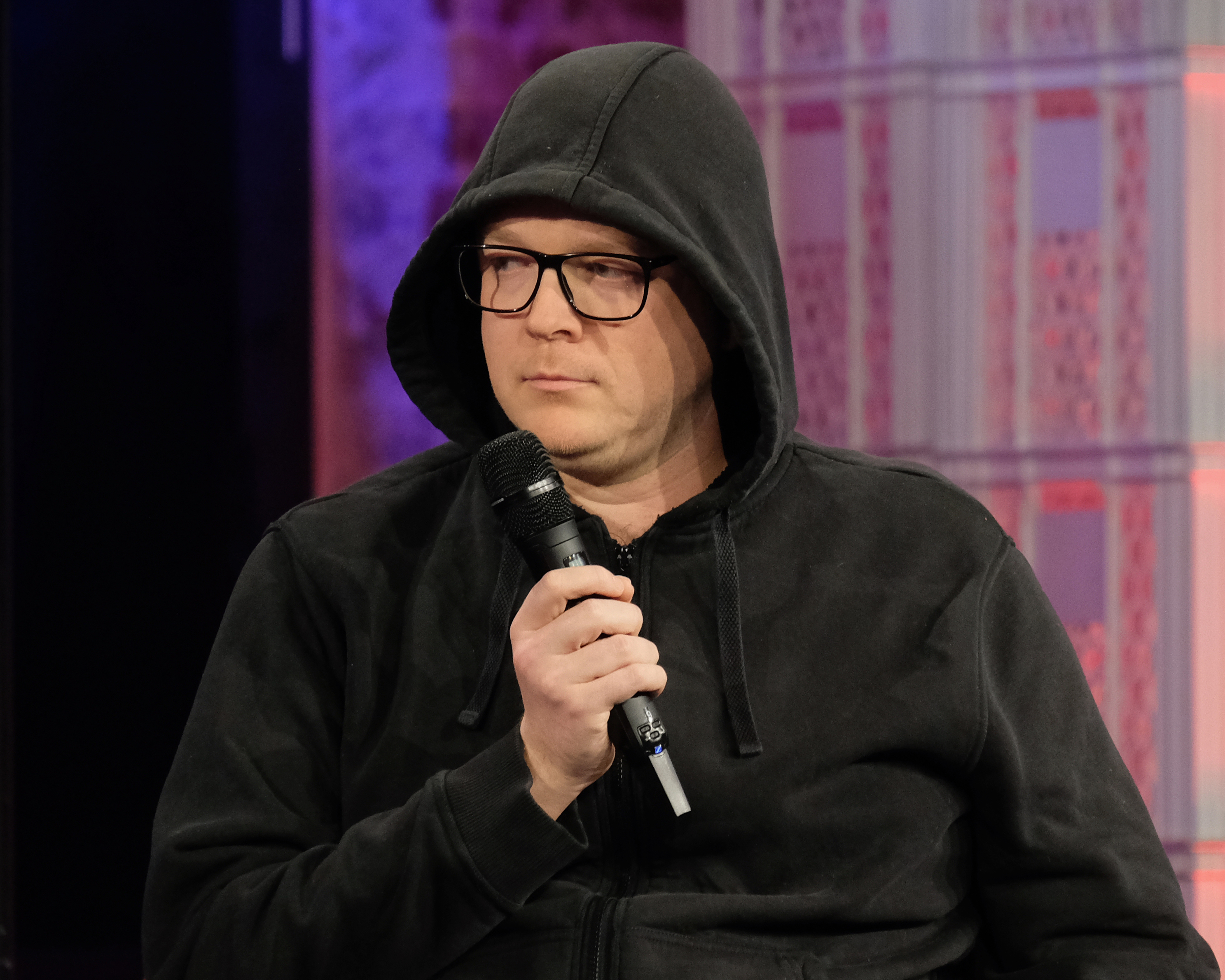
Nico Semsrott (* 1986)

### Semt
- Semtschenko, Ignat Sergejewitsch (* 1992), russischer Eishockeyspieler
- Semtschenok, Sergei Leonidowitsch (1976–2001), russischer Eishockeytorwart

### Semy
- Semykina, Ljudmyla (1924–2021), ukrainische Künstlerin, Malerin und Textildesignerin
- Semykina, Tetjana (* 1973), ukrainische Kanutin
- Semyonov, Konstantin (* 1969), israelisch-belarussischer Stabhochspringer
- Semýonowa, Darýa (* 2002), turkmenische Schwimmerin

### Semz
- Semzow, Michail Grigorjewitsch (1688–1743), russischer Architekt des Barock